# Ristonchia
Ristonchia è una frazione del comune di Castiglion Fiorentino, in provincia di Arezzo, posta sulla sommità di un colle, a 489 m di altitudine, non lontano dal monte Castel d'Ernia, il quale nell'antichità ospitava un imponente fortilizio.

## La località
Il nome probabilmente deriva da quello di una famiglia etrusca ("Aristia") o romana ("Aristius"), da cui il diminutivo "Aristuncula" si trasformò in "Ristunculus", donde il toponimo attuale.
Il paese è menzionato già nei documenti del XIII secolo; nel 1427 era retto da messere Stefano e la sua popolazione era composta da cinque fuochi. Nel 1745 vi abitavano 71 persone, che divennero 72 nel 1794, 91 nel 1833 e 89 nel 1845. Nel 1858 il parroco dietre indietro l'antica campana della chiesa, datata 1309 e ormai rotta, che partì, con gran tristezza della popolazione, il 24 maggio. Nel 1951 vi abitavano 73 persone, che nel 1991 si ridussero solo a quattro. Attualmente la località è quasi disabitata.
Il paese è raggiungibile attraverso una strada comunale che, partendo da Castiglion Fiorentino in prossimità della chiesa della Consolazione, passa per Santa Lucia e il Poggiolo, continua per la Pievuccia attraverso l'antica valle del Ruccavo e poi si inerpica per le alture semicoltivate fino a giungere a Ristonchia; l'ultimo tratto è stato asfaltato nel 2009. Di qui la strada prosegue divenendo sterrata e costeggiando dapprima il cimitero e giungendo quindi alla cosiddetta Foce di Ristonchia dove da un quadrivio nascono tre strade delle quali una porta all'altura dello Spinabbio, un'altra, percorribile solo con un fuoristrada, alle rovine del castel d'Ernia ed infine la terza ridiscende a Orzale.
Nel dopoguerra presso Ristonchia si praticava la coltivazione del giaggiolo. Le aree dedicate a questa attività sono attualmente incolte e caratterizzate da liscioni di roccia affiorante, privi di vegetazione, facilmente distinguibili tra gli oliveti del medio versante.
L'area di Ristonchia è molto interessante dal punto di vista geologico. Percorrendo dal fondovalle la strada che porta all'abitato, sono presenti in affioramento le evidenze dell'accavallamento tra le Arenarie di Monte Falterona e le soprastanti Arenarie di Monte Cervarola. Le strutture (tre splay principali) sono riconoscibili nel terreno sia per la presenza di strati rovesci e rocce fortemente fratturate, sia per l'affioramento di lembi di Scaglia Toscana, le cui argilliti funzionano da livello di scollamento. Queste ultime sono bene esposte nei rilievi di Sbinabbio, nella località denominata dalle persone del posto Campo Gelato (tra Spinabbio e Toppo dei Pratacci).
Lungo la strada che collega il nucleo abitato di Ristonchia con Spinabbio affiora un imponente olistostroma all'interno della Formazione delle Arenarie di Monte Cervarola. Negli strati rovesci sono ben visibili tracce fossili, tra cui Ophiomorpha ed una Scolicia di dimensioni rilevanti.
In località Spinabbio sono state rinvenute, all'interno della normale successione torbiditica, bombe vulcaniche a crosta di pane ed altri frammenti di rocce aventi la medesima origine. Le stesse rocce sono state rinvenute anche presso Castel d'Ernia. In località I Sassoni, raggiungibile partendo dal quadrivio della Foce di Ristonchia, affiorano calcari e brecciole (probabilmente alloctone, appartenenti al gruppo di Monte Senario) coltivati nel dopoguerra per vari impieghi in edilizia. Tra la vegetazione ormai fitta si può osservare il fronte della piccola cava dismessa e lo scavo realizzato per lo sfruttamento del banco utile presente sotto il piano di campagna.
In località Foce di Ristonchia, nell'ambito della convenzione tra INGV e Regione Toscana dal titolo "Il monitoraggio sismico e la valutazione della pericolosità sismica in centri urbani significativi dei comuni della Valtiberina" è stata installata una stazione di monitoraggio sismico facente parte della Rete Sismica Nazionale Centralizzata (RSNC). La stazione (codice CAFI), recintata e ben visibile sul lato destro del tratto di strada che collega Ristonchia alla Foce di Ristonchia, è posta ad una quota di 547 m s.l.m.

## La chiesa di San Martino a Ristonchia
La chiesa di San Martino è certamente molto antica, essendo menzionata in un privilegio del 1014 con il quale l'imperatore Enrico II la confermava, con altri possessi, all'Abbazia di Farneta. Nel 1239 venne sottoposta alla pieve di Chio e nel 1431 a quella di Ruccavo. La Visita apostolica del 1468 trovò l'edificio in buono stato e ben arredato. Il rettore, don Bartolomeo di Pietro, parroco a Vitiano, vi celebrava la Messa due o tre volte al mese per i suoi venticinque parrocchiani. Alla fine del XVIII secolo venne costruita la residenza del sacerdote. Infine, nel 1975, venne effettuato un restauro generale.
La chiesa è inglobata nella canonica, occupando il solo lato settentrionale dell'edificio. Interamente costruito in pietra toscana, non ha alcun rivestimento esterno. Si narra che lungo il viottolo della chiesa in passato ogni tanto appariva una figura, che alcuni riconobbero in un monaco defunto, mentre altri la vedevano come un'ombra vestita di bianco. Interrogata, disse che sarebbe scomparsa se fossero state dette delle Messe in suo suffragio: la richiesta fu accolta e l'ombra cessò di apparire.
Riguardo all'interno della chiesa, l'aula è separata dall'ingresso tramite tre archi; al di là di essi vi sono l'altare maggiore e due laterali. Il primo è culminato da un crocifisso in cui si può vedere un Gesù morto da tempo e rimasto appeso in Croce; l'altare di sinistra ospita una nicchia dove è appesa una tavola della Madonna col Bambino, mentre quello di destra una tela raffigurante Sant'Antonio di Padova.
Presso la Chiesa, nei primi dell'800, fu rinvenuto un sarcofago in arenaria mentre presso il cimitero alcune tegole e monte romane.

## Castel d'Ernia
Il toponimo non ha nulla a che vedere con l'analoga parola italiana, ma deriverebbe dagli ebraici "Hur", monte e al suffisso "-inu", che significa alto. Alcuni documenti parlano non di Castel d'Ernia ma di Castel Dernia; quest'ultimo nome deriverebbe dal semitico durum che significa fortezza. Nel 1242 si fa per la prima volta menzione di questo antico fortilizio, che allora veniva chiamato Castellum Ergine. Altra citazione si ha nell'estimo del 1347.
Nel XVI secolo il castello andò in rovina; secondo il Ghizzi venne raso al suolo. Nel 1565 la villa di Pergognano aprì una disputa sugli eredi dell'ultimo proprietario del castello, tal Baccio di Antonio di Cola Brozzi, ed ebbe la meglio. Un'ispezione del 1575 descriveva un castello tutto rovinato e senza più abitazioni, di cui si riusciva ancora a misurare la cinta circolare (di circa 210 metri). Il gruppo archeologico locale ha recentemente rinvenuto un muro a secco, cumuli di pietre, frammenti di ceramica e laterizi e, ad un livello più alto, un ammasso tronco-conico alto tre metri. Il muro perimetrale è ben conservato e, presso la sua base, vi sono tracce di costruzioni, forse fondamenta di antiche abitazioni. Più in alto un altro muro curvo spesso in alcuni punti quasi due metri. Infine, salendo il pendio, si incontra un pianoro, invaso dalla vegetazione, che mostra pietre sparse e qualche resto laterizio.

## Casa Valcella
Proseguendo la strada dopo Ristonchia e passato il quadrivio della Foce, svoltando a destra si giunge ad un altro incrocio, detto "del Gramegna". Da qui una strada segue dritto il percorso di crinale verso la Montanina, l'altra, svoltando a destra, prosegue fino alla casa detta di Spinabbio. Andando dritto, sulla destra si incontra l'indicazione per la casa Valcella. Quest'abitazione era in origine un presidio militare posto in un luogo allora strategico, a 700 m. sul livello del mare, a dominio della valle del Nestore. Tale costruzione venne ampliata in tempi successivi fino a divenire, alla fine dell'Ottocento, una casa contadina e montana.
I proprietari, negli anni Cinquanta del Novecento, decisero di abbandonare la casa. In tale periodo la civiltà contadina della Val di Chiana si andava estinguendo poiché le colture costituite da pochi cereali e dai castagneti non consentivano una adeguata sopravvivenza.
Alla fine degli anni Ottana, quando il casolare era ormai fortemente danneggiato dalle intemperie e sopraffatto da una selva di rovi e sterpaglie, venne restaurato ed adibito ad agriturismo.

## Spinabbio
La casa dello Spinabbio, immersa nei boschi a circa due Km da Ristonchia, ha origini molto antiche. Il nome deriverebbe da "Spinus Albus", il biancospino, che da queste parti cresceva abbondantemente. Intorno al XVII – XVIII secolo apparteneva ai monaci dell'ordine di San Benedetto. I benedettini vivevano nel vicino monastero di Sant'Egidio e, nelle case di loro proprietà, accoglievano la gente povera, che con l'aiuto dei monaci riusciva a costruirsi una famiglia, una casa e dei terreni da coltivare. Sul finire del Settecento, con l'arrivo di Napoleone, i monaci furono espropriati dei beni e costretti a ritirarsi nei monasteri. Le case furono messe in vendita ai nobili ed i poveri andarono a far parte della servitù di questi ultimi.
Spinabbio fu acquistata dal conte Farina di Farneta, il quale li diede in dote per la figlia al conte Venanzi. Quest'ultimo, grandissimo giocatore d'azzardo, perse tutto ed i poderi andarono in mano al commendatore Ramazzotti di Monza. Intorno all'anno 1960 i contadini che abitavano nella casa lasciarono le montagne per andare a lavorare nelle fabbriche. I terreni rimasero incolti, la casa fu abbandonata e il tutto fu lasciato alle intemperie e al deterioramento quando, negli anni Novanta, il commendatore decise di mettere in vendita il podere, i cui nuovi proprietari (la Puzzilina) lo trasformarono in una famosa azienda agrituristica.

## Galleria d'immagini

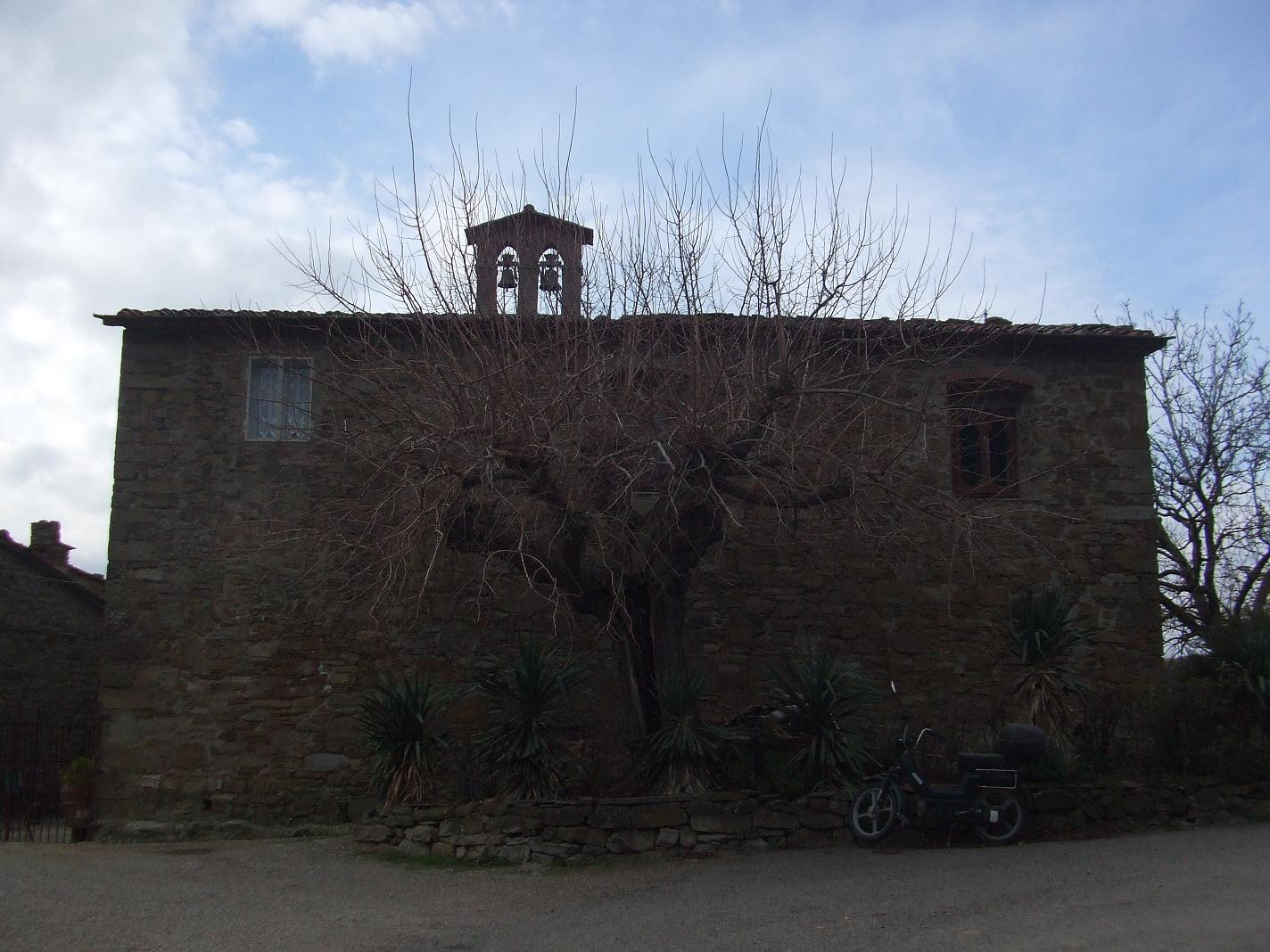
La chiesa di Ristonchia
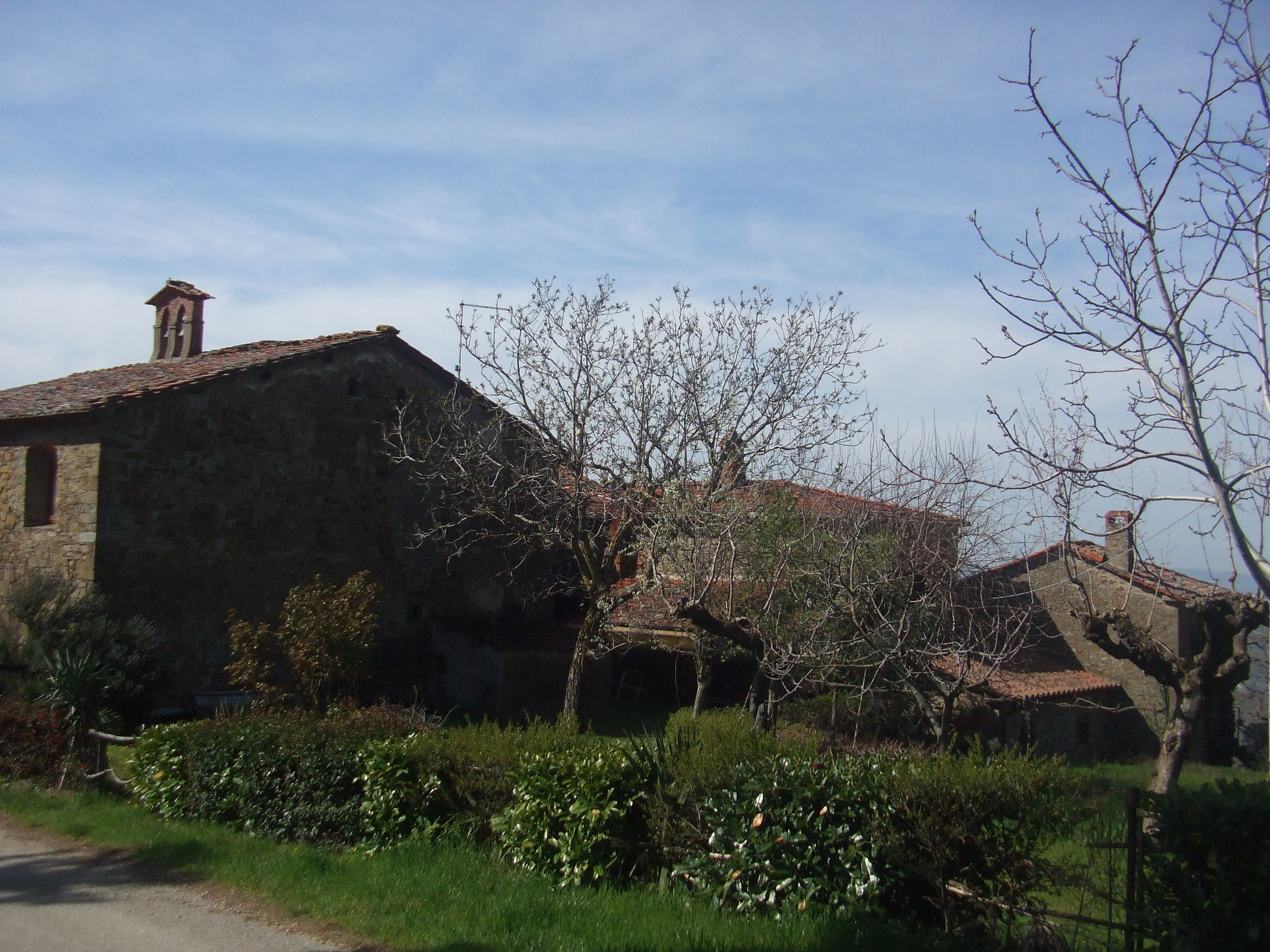
Case di Ristonchia
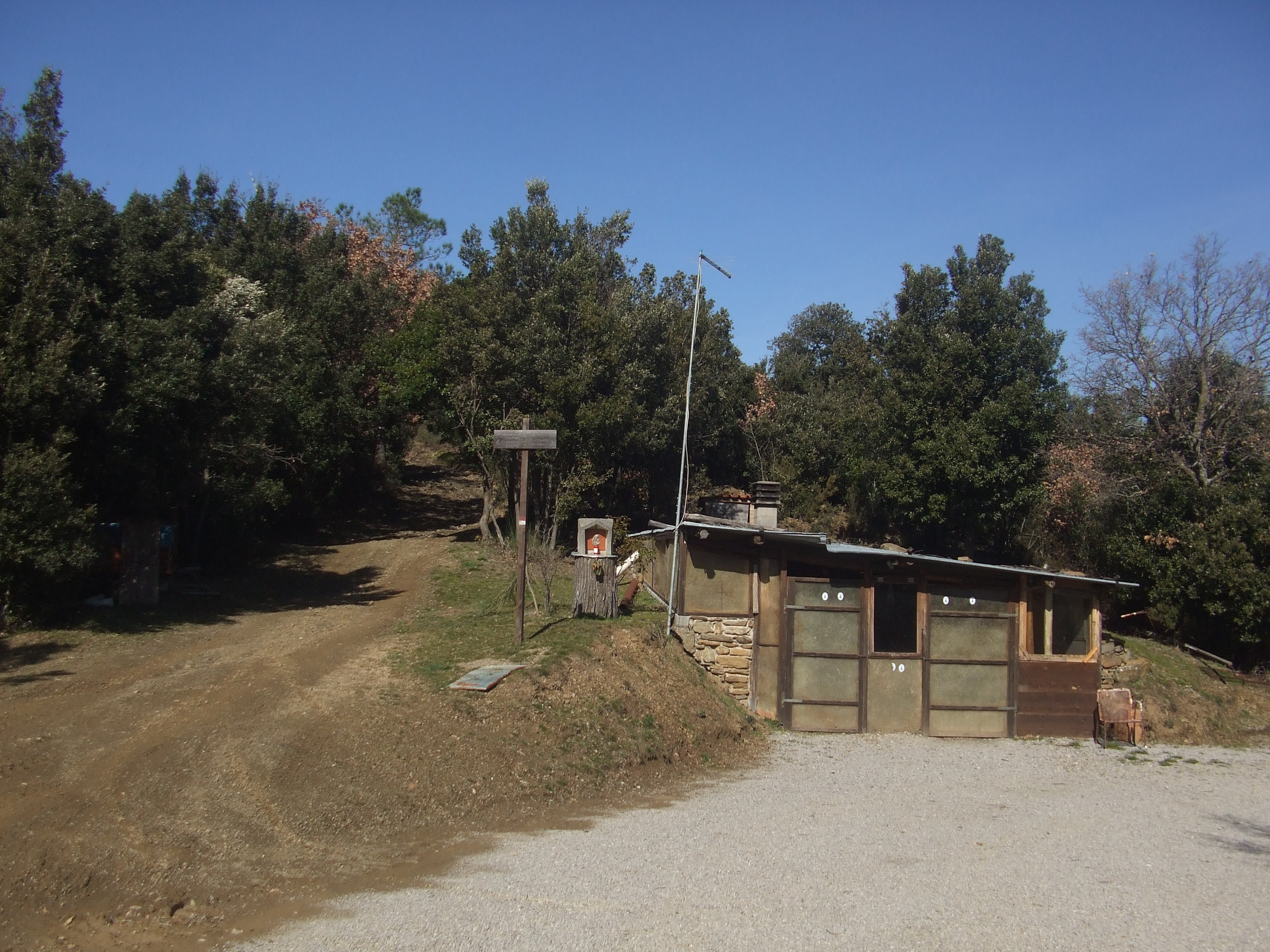
La Foce di Ristonchia
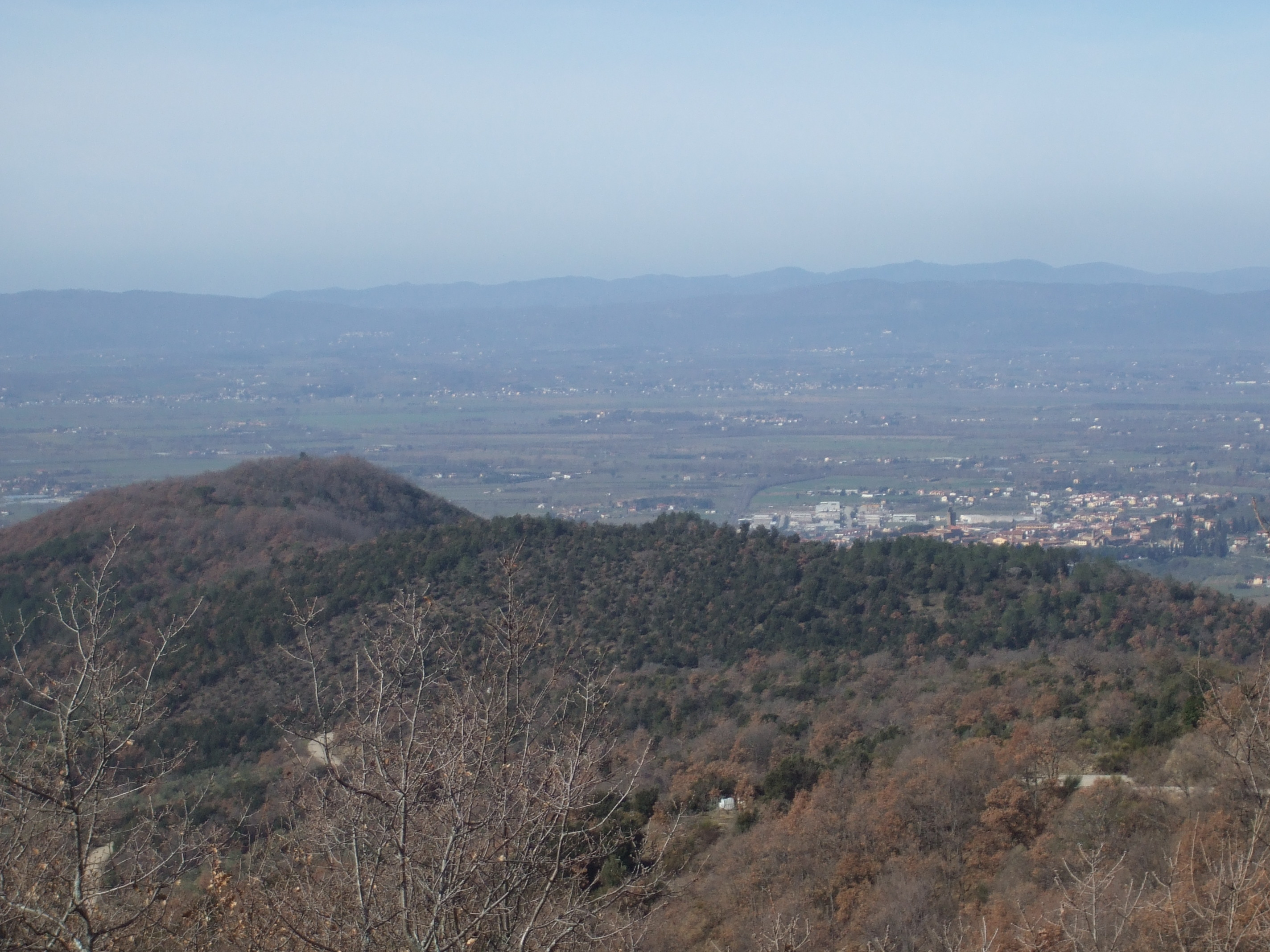
Il Monte Castel d'Ernia
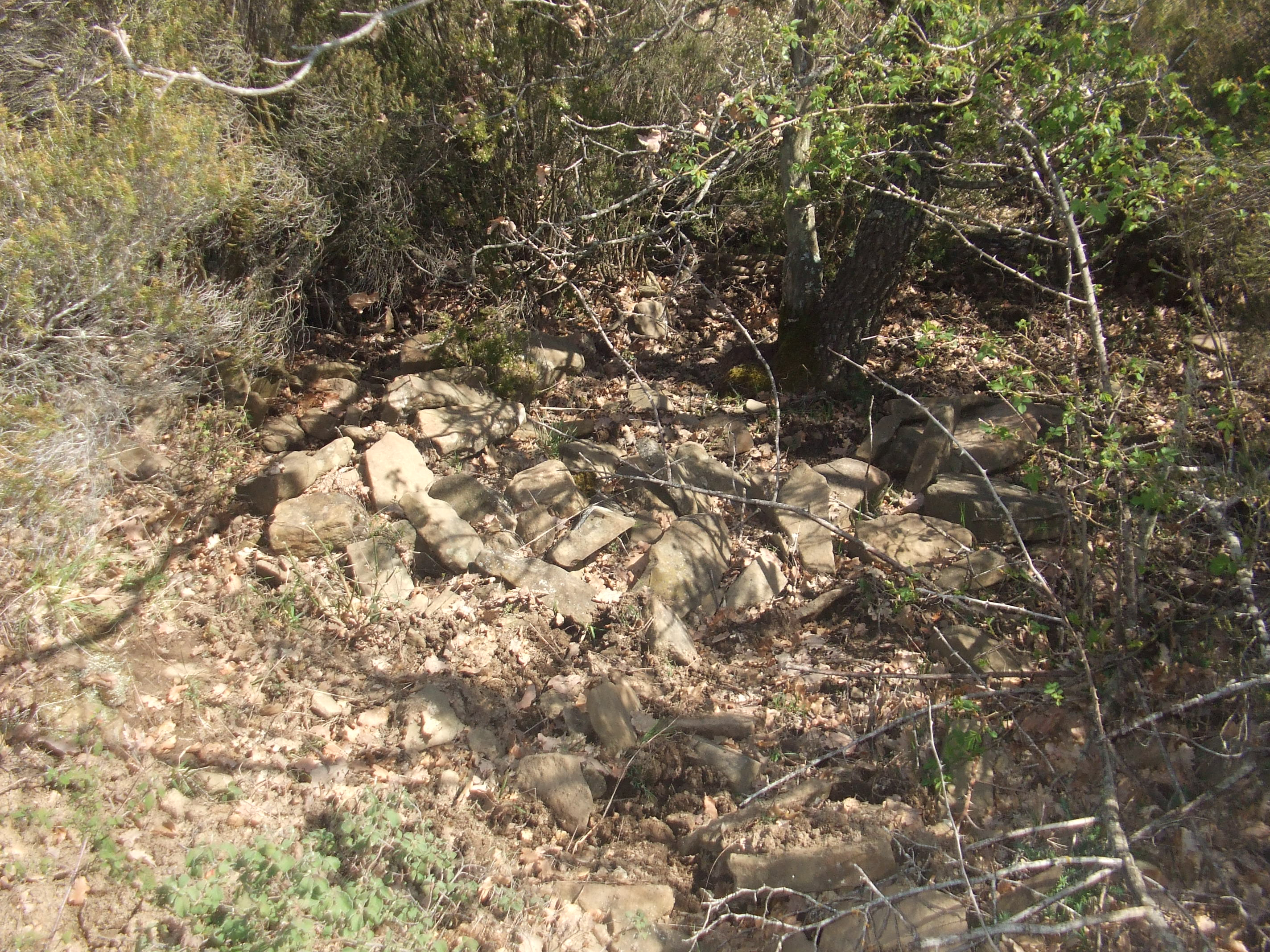
Pietre sparse dell'antico Castel d'Ernia
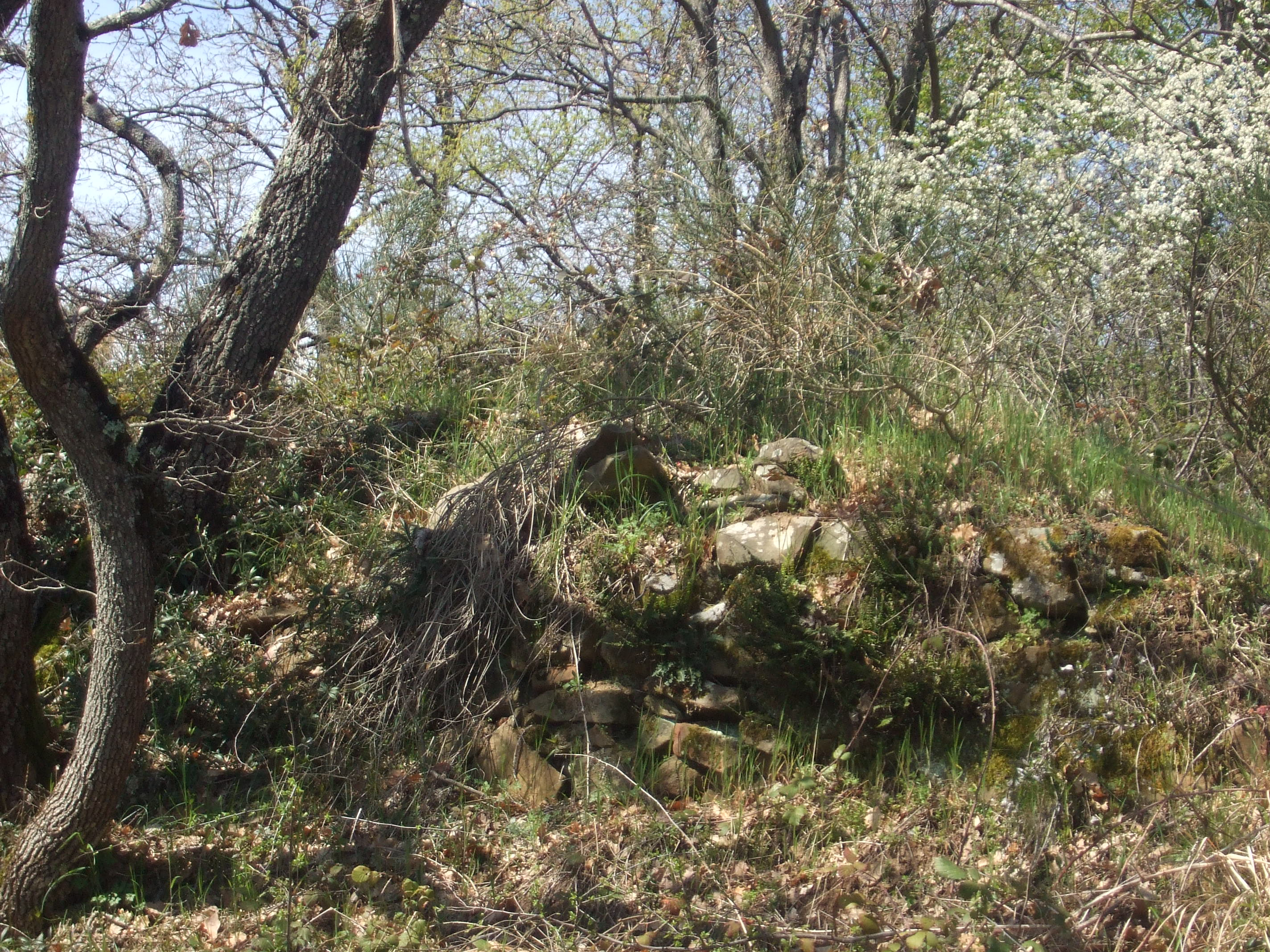
Resti dell'antica strada d'ingresso al Castel d'Ernia
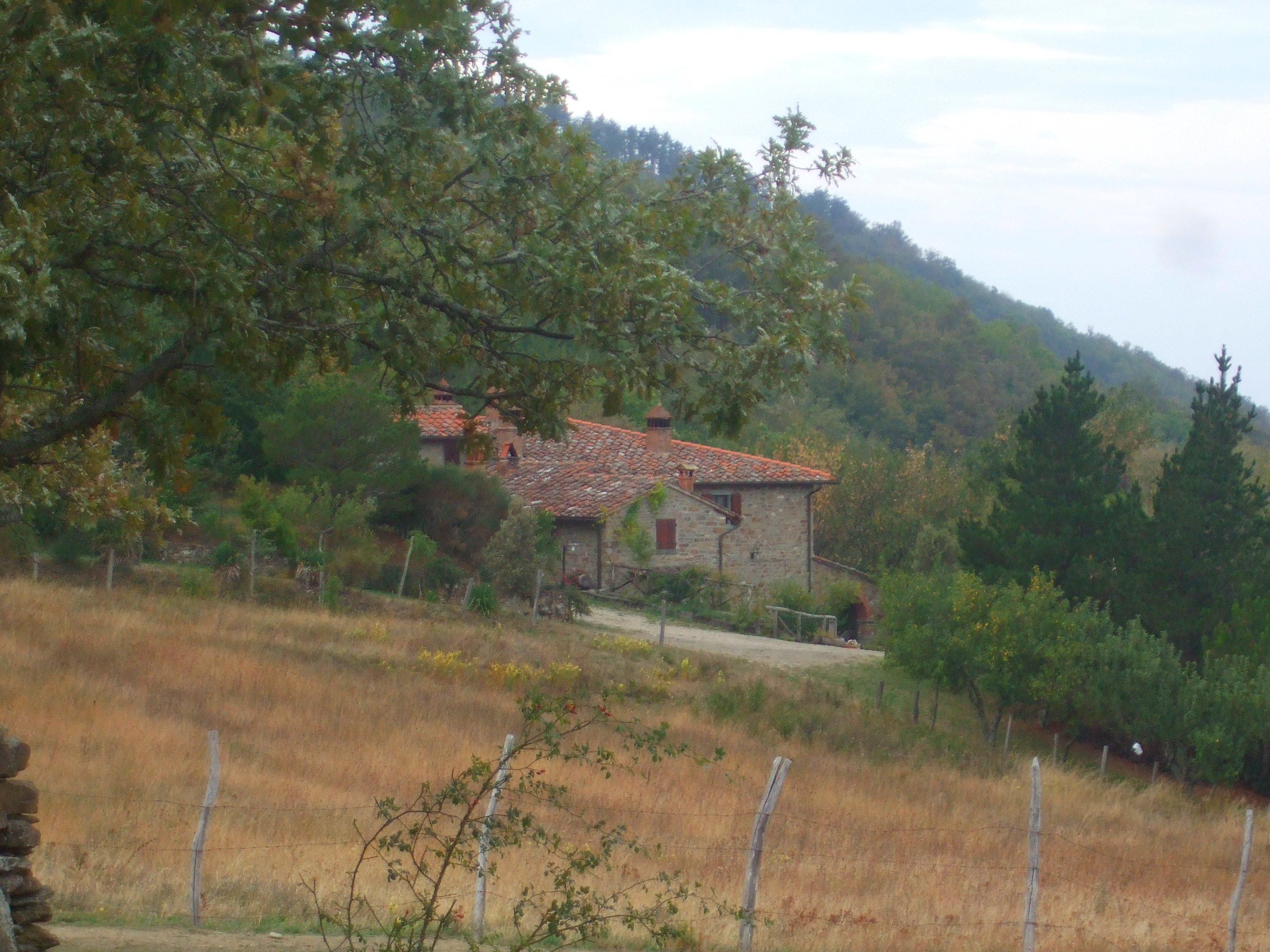
Podere Spinabbio